# Des Allemands
Des Allemands é uma Região censo-designada localizada no estado americano de Luisiana, na Paróquia de Lafourche e Paróquia de St. Charles.

## Demografia
Segundo o censo americano de 2000, a sua população era de 2500 habitantes.

## Geografia
De acordo com o United States Census Bureau tem uma área de
28,2 km², dos quais 22,5 km² cobertos por terra e 5,7 km² cobertos por água. Des Allemands localiza-se a aproximadamente 1 m acima do nível do mar.

## Localidades na vizinhança
O diagrama seguinte representa as localidades num raio de 20 km ao redor de Des Allemands.